# Autacoïde
Les autacoïdes sont des facteurs biologiques (molécules) qui agissent comme des hormones locales, ont une courte durée et agissent près de leur site de synthèse. Le mot « autacoïde » vient du grec autos (auto) et acos (soulagement). Les effets des autacoïdes sont principalement locaux, bien que de grandes quantités puissent être produites et mises en circulation. Les autacoïdes peuvent avoir des effets systémiques en étant transportés via la circulation. Ces molécules régulatrices sont également métabolisées localement et agissent localement. Les autacoïdes peuvent avoir des actions biologiques différentes, y compris la modulation des activités des muscles lisses, des glandes, des nerfs, des plaquettes et d'autres tissus.
Certains autacoïdes sont principalement caractérisés par l'effet qu'ils ont sur des tissus spécifiques, tels que les muscles lisses. En ce qui concerne le muscle lisse vasculaire, il existe à la fois des autacoïdes vasoconstricteurs et vasodilatateurs. Les autacoïdes vasodilatateurs sont libérés pendant les périodes d'exercice. Leur effet principal est visible dans la peau, où ils facilitent la perte de chaleur. 
Ce sont des hormones locales, elles ont un effet paracrine. Certains autacoïdes notables sont : les eicosanoïdes, l'angiotensine, la neurotensine, les kinines, le monoxyde d’azote, l'histamine, la sérotonine, les endothélines, les prostaglandines, les leucotriènes et le palmitoyléthanolamide.
En 2015, une nouvelle définition des autacoïdes a été proposée, qui permet de décrire plus spécifiquement la médecine autacoïde : « Les autacoïdes sont des facteurs de modulation produits localement, influençant localement la fonction des cellules et / ou des tissus, qui sont produits à la demande et qui sont par la suite métabolisés dans les mêmes cellules et / ou tissus ».